# Saint-Denis-d'Augerons
Saint-Denis-d'Augerons is een gemeente in het Franse departement Eure (regio Normandië) en telt 84 inwoners (2009). De plaats maakt deel uit van het arrondissement Bernay.

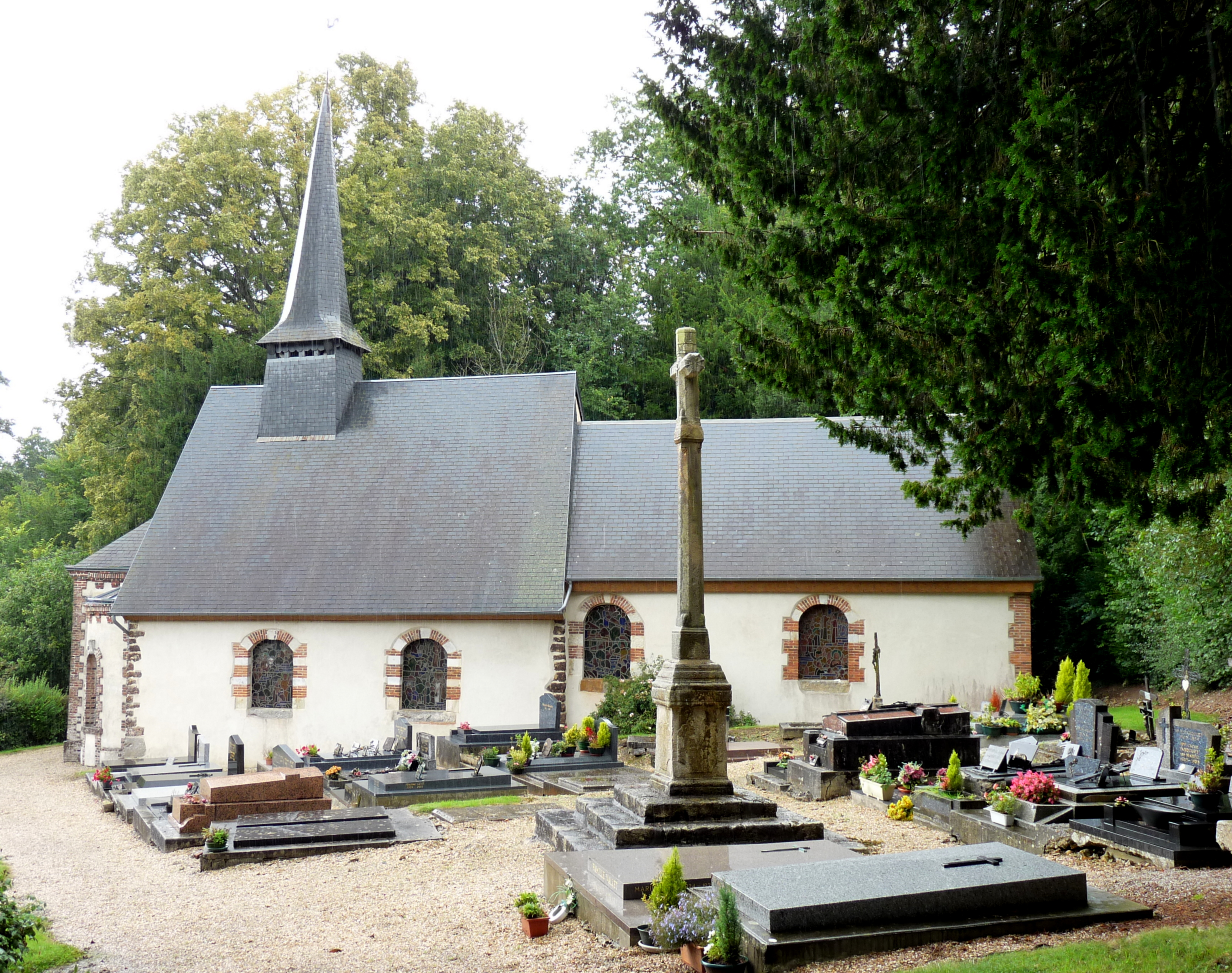
Kerk van Saint-Denis-d'Augerons

## Geografie
De oppervlakte van Saint-Denis-d'Augerons bedraagt 4,2 km², de bevolkingsdichtheid is dus 20 inwoners per km².
De onderstaande kaart toont de ligging van Saint-Denis-d'Augerons met de belangrijkste infrastructuur en aangrenzende gemeenten.

## Demografie
Onderstaande figuur toont het verloop van het inwonertal (bron: INSEE-tellingen).